# Cahokia
 Ovo je glavno značenje pojma Cahokia. Za druga značenja pogledajte Cahokia (razdvojba).
Cahokia, nekoć vodeće pleme konfederacije Illinois naseljeno ranih 1700.-tih godina blizu današnjeg grada Cahokia u Illinoisu. Cahokie su pripadali jezičnoj porodici Algonquian, i najbliži plemenu Tamaroa. Ime ovog plemena dano je i najvećem pretpovijesnom zemljanom moundu (humku), Cahokia Mound, na području SAD-a lociranom oko 6 milja (10 kilometara) istočno od St. Louisa u Missouriju.
Godine 1818. njihove poglavice potpisuju ugovor u Edwardsvilleu u Illinoisu, po kojemu svoja plemenska područja prepuštaju SAD-u. Cahokie su se nakon toga priključila Kaskaskiama i Peoriama, a potomaka imaju u okrugu Ottawa u Oklahomi.

## Vanjske poveznice
- Cahokia Indian Tribe History